# Pontificia Academia de Latinidad
La Pontificia Academia de Latinidad (en latín, Pontificia Academia Latinitatis) es una academia de la lengua latina de carácter pontificio, fundada en noviembre de 2012 por el papa Benedicto XVI. El presidente actual de la Academia es el latinista y traductor italiano Ivano Dionigi, y el secretario es Giuseppe Caruso.
La institución depende en la actualidad del Dicasterio para la Cultura y la Educación. Fue creada mediante el motu proprio titulado Latina Lingua, publicaba el 11 de noviembre de 2012 en la página 4 de L'Osservatore Romano, en el que el papa Benedicto XVI recuerda que el latín siempre ha estado en «altísima consideración» en la Iglesia católica y por los papas anteriores.
La Pontificia Academia de la Latinidad fue creada para potenciar el latín en todo el mundo. Esta academia substituye a la fundación Latinitas, creada por Pablo VI en 1976.